# Зализняки
Зализняки́ (укр. Залізняки) — село,
Клюшниковский сельский совет,
Миргородский район,
Полтавская область,
Украина.
Код КОАТУУ — 5323283408. Население по переписи 2001 года составляло 10 человек.

## Географическое положение
Село Зализняки находится у одного из истоков реки Озница,
в 0,5 км от села Кирсовка.